# Жамбил (Єсільський район)
Жамби́л (каз. Жамбыл) — село у складі Єсільського району Північноказахстанської області Казахстану. Входить до складу Заградовського сільського округу.
До 16 серпня 1971 року село називалось Басйкулан, пізніше — Джамбул.
Населення — 43 особи (2021; 103 у 2009, 128 у 1999, 201 у 1989).
Національний склад станом на 1989 рік:
- казахи — 79 %.